# Hamr
Hamr – wieś i gmina w Czechach, w powiecie Jindřichův Hradec, w kraju południowoczeskim.
1 stycznia 2017 gminę zamieszkiwało 347 osób, a ich średni wiek wynosił 42,3 roku.